# Competitie Manager 97/98
Competitie Manager 97/98 is een computerspel ontwikkeld door het Nederlandse softwarebedrijf Davilex. Het spel werd uitgebracht in 1997 voor de pc.